# Åke Tengelin
Ernst Åke Tengelin, född 30 mars 1889 i Stockholm, död 22 september 1963  i Kungsholms församling i Stockholm, var en svensk arkitekt.

## Biografi
Tengelin fick sin utbildning till arkitekt vid KTH 1908–1912 och vid Kungliga konsthögskolan 1914. Till hans tidiga verk hör hamnmagasin ”Magasin 1” på den då nyanlagda  Stockholms frihamnen, som han ritade 1914 och stod klar 1917. Byggnaden gestaltade han i nordisk klassicism med lekfulla fasader med välvda fönster, pilastrar och diverse putsdekorationer i två kulörer. År 1922 kompletterade han frihamnområdet med ytterligare två magasinsbyggnader ”Magasin 2 och 3” på Frihmnspiren. Dessa är mera slutna med fasader av tegel i två färger och konstruktion i armerad betong, där långa fristående vitmålade pelarrader med åttkantiga pelare är kännetecknande. Bottenvåningen är indragen och fungerar så som klimatskyddad lastplats. Magasin 1, 2 och 3 är grönmärkta av Stadsmuseet i Stockholm vilket innebär att bebyggelsen bedöms vara särskilt värdefull från historisk, kulturhistorisk, miljömässig eller konstnärlig synpunkt. Magasin 3 inhyser numera konstmuseet Magasin III.
Bland andra arbeten kan nämnas: Tryckeribyggnad, Kammakargatan 9, Stockholm 1915–1916, Morängens och Tallåsens skyddshem, Boxtorps barnhem,  Folkskola i Sigtuna samt bostads- och affärshus. År 1932 ritade han den så kallade Paviljongen vid Venngarns slott vid Allébyn i Wenngarns slottsområde. Paviljongen byggdes 1932 i italienskinspirerad nyklassicistisk stil.
Åren 1917–1923 var Tengelin anställd vid Byggnadsstyrelsen som statistiker och blev där tjänstgörande arkitekt utom stat 1923. Mellan 1925 och 1936 var han assistent vid utredningsbyrån och intendent 1937. Han hade även egen verksamhet i Stockholm.
Tengelinsgatan i Värtahamnen är uppkallad efter honom. Åke Tengelin är begravd på Norra begravningsplatsen utanför Stockholm.

## Bilder (arbeten i urval)

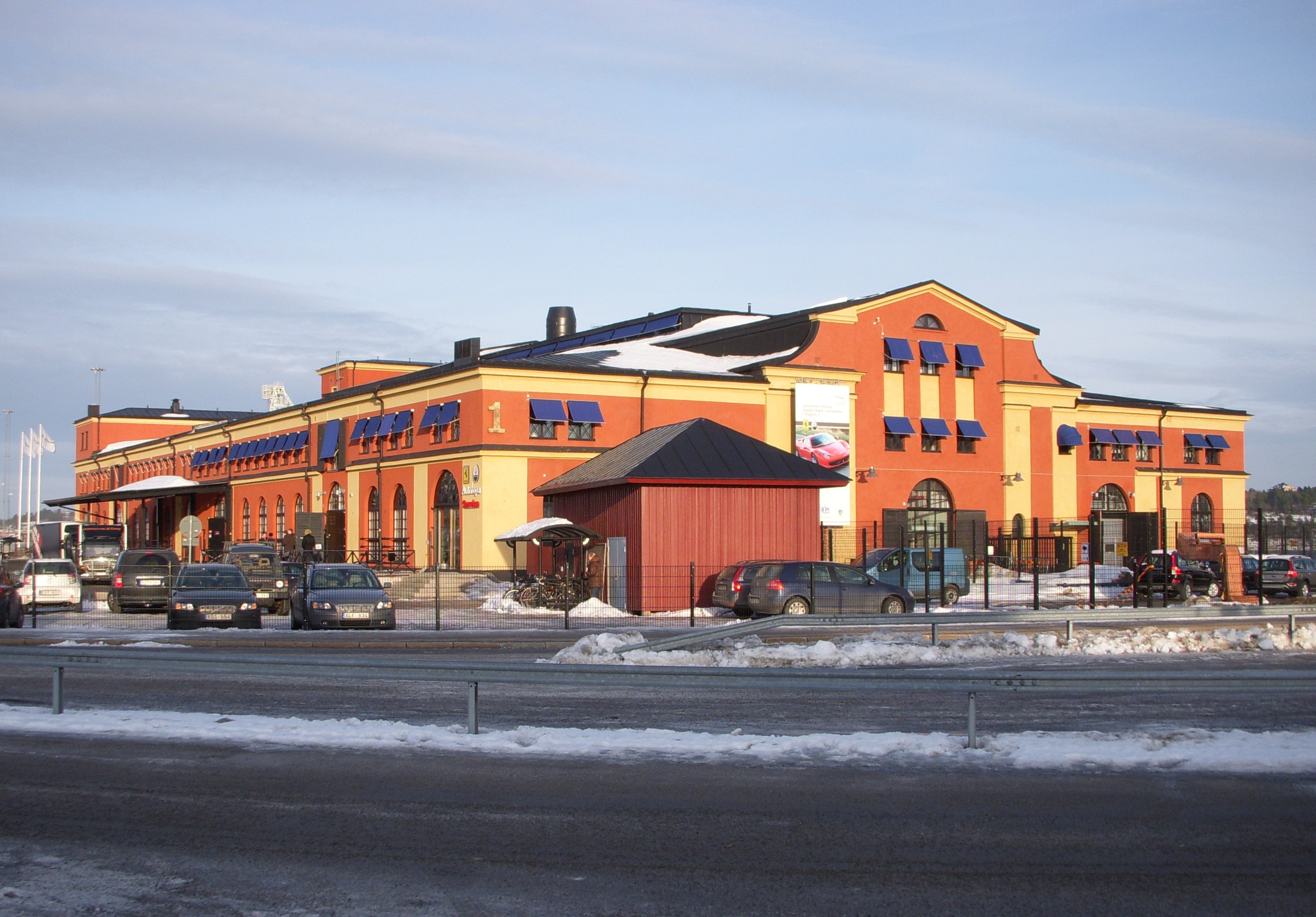
Magasin 1 i nordisk klassicism (1917).
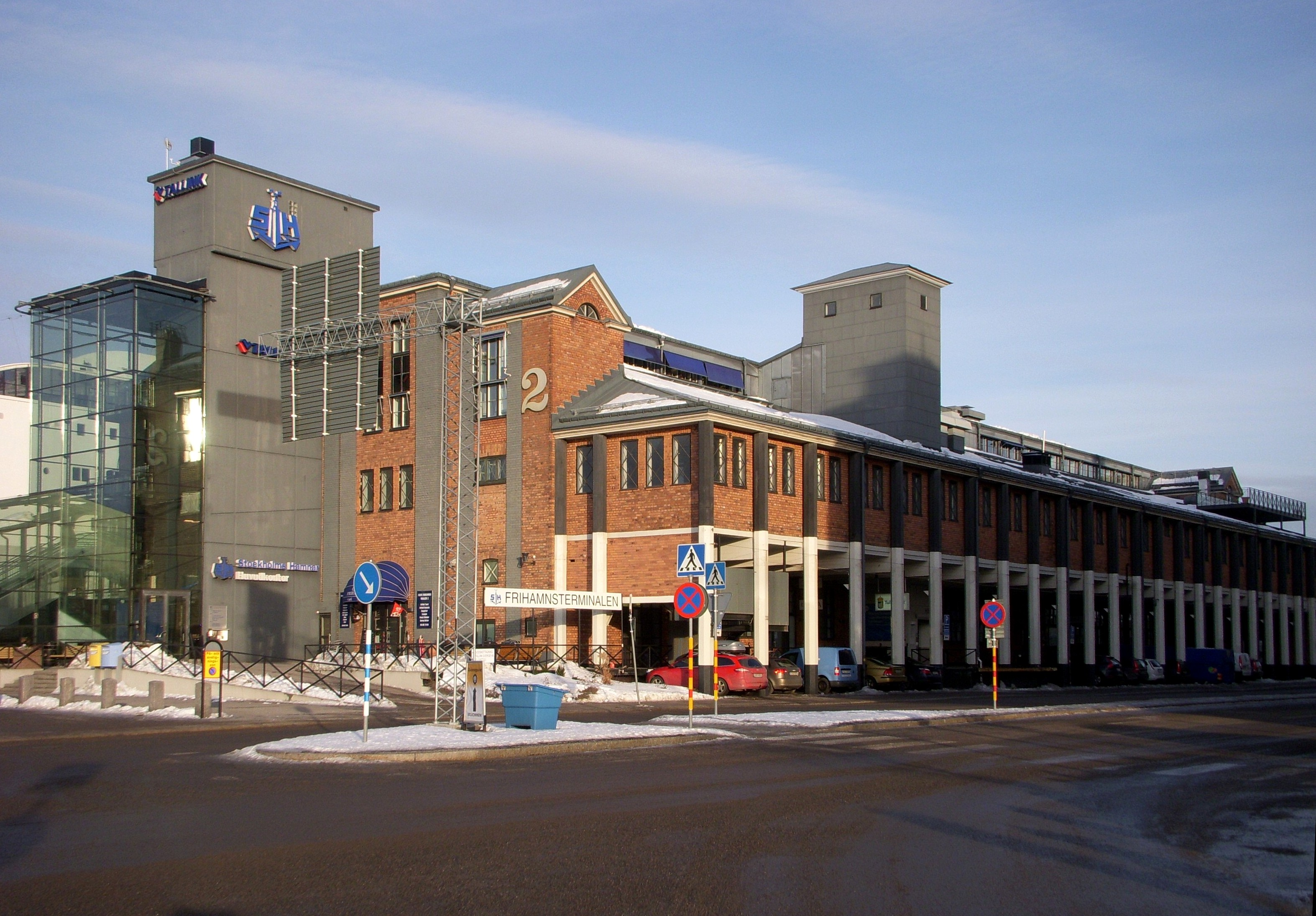
Magasin 2 i nordisk klassicism (1922).
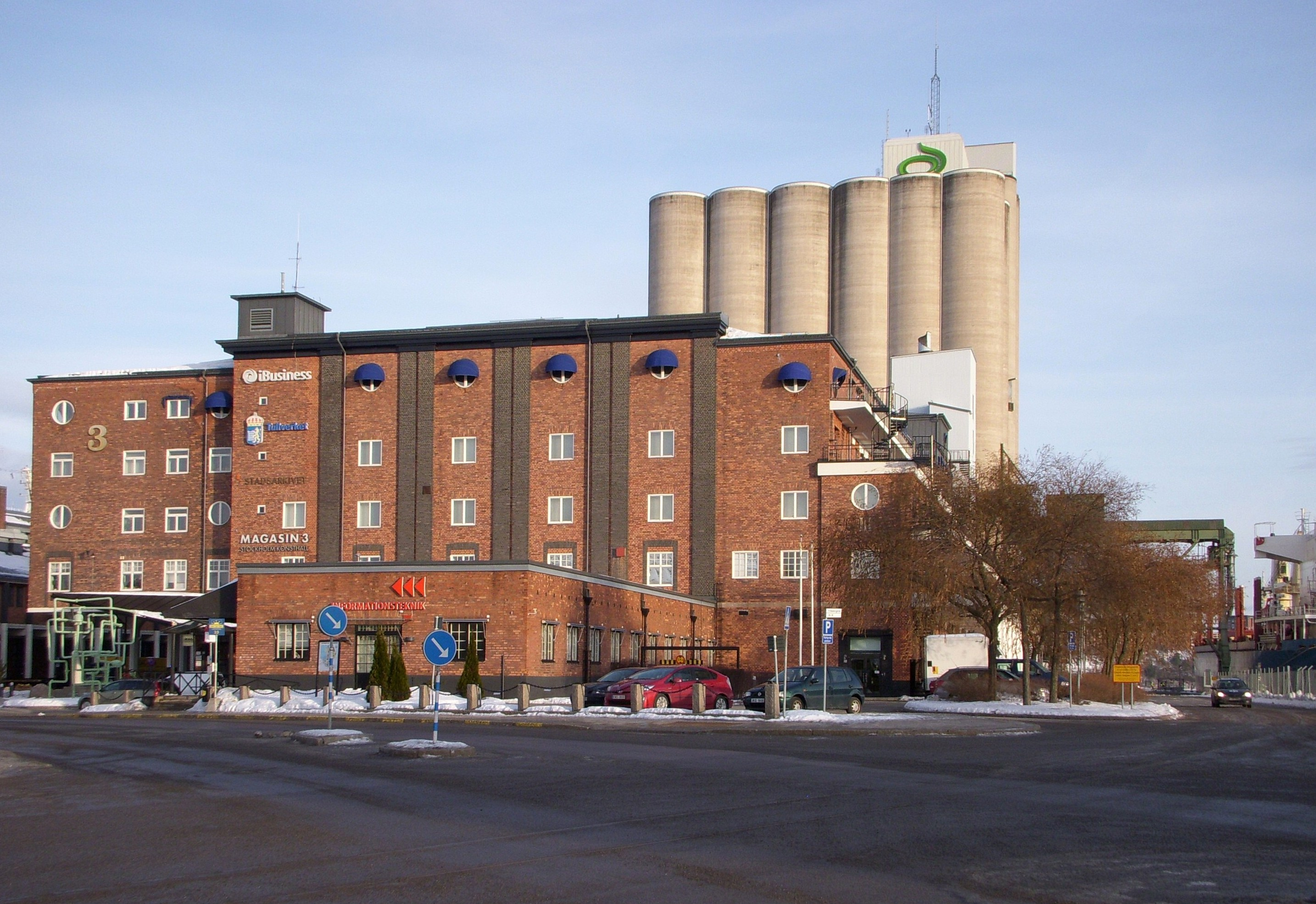
Magasin 3  i nordisk klassicism (1922).
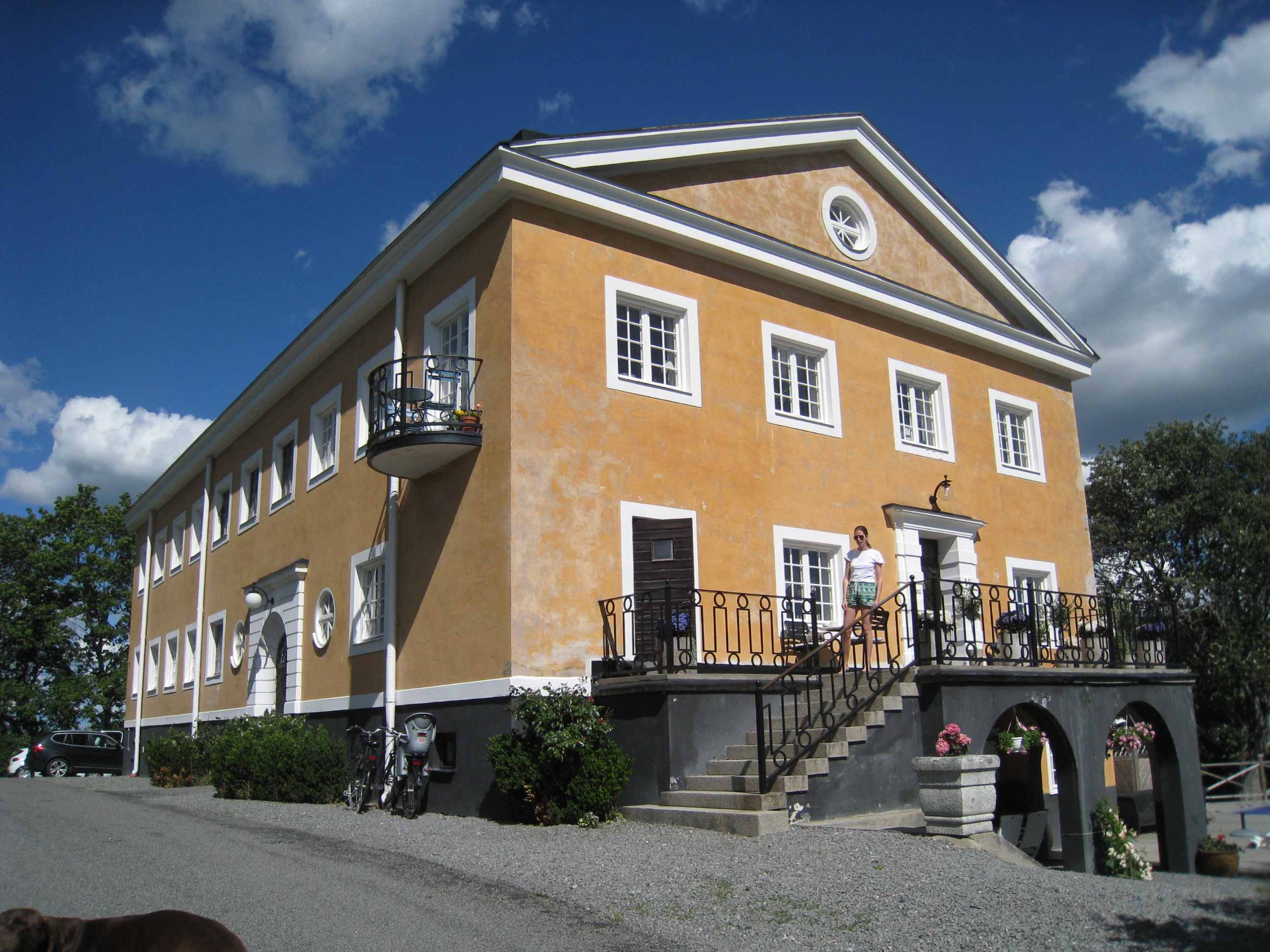
Paviljongen i Allébyn vid Venngarns slott (1932).